# 藤ヶ谷陽介

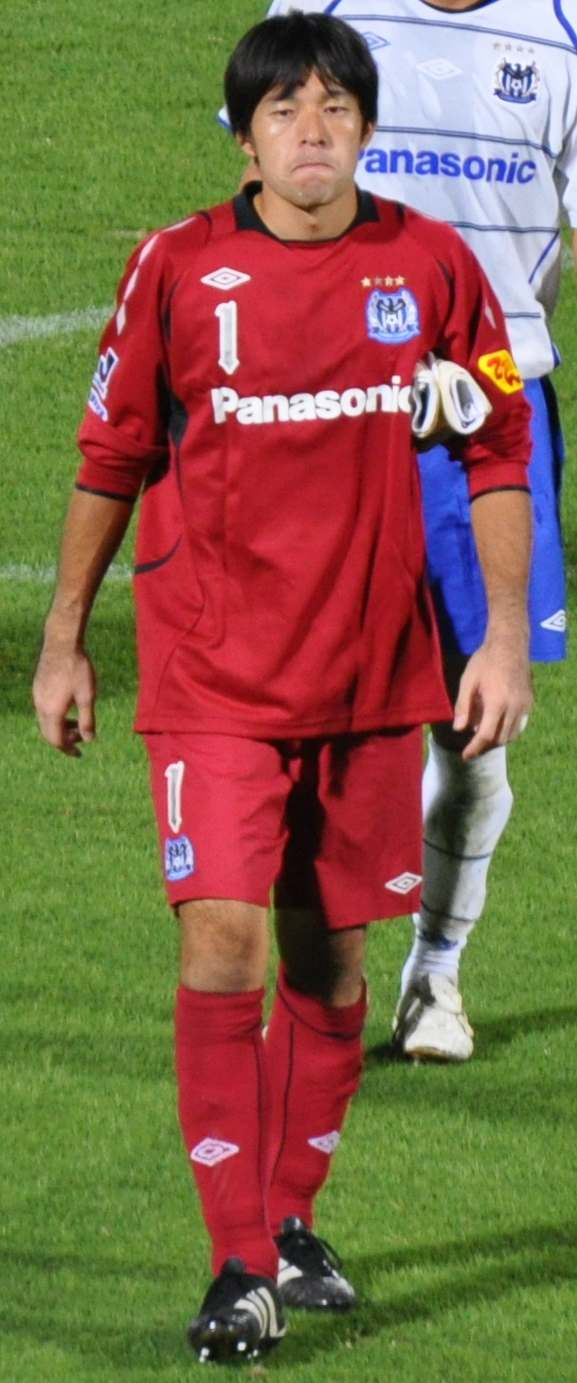
藤ヶ谷陽介

藤ヶ谷 陽介（ふじがや ようすけ、1981年2月13日 - ）は、静岡県浜松市中央区出身の元プロサッカー選手。ポジションはゴールキーパー。

## 経歴

### ユース時代
幼少時は父親の影響で野球をやっていた。小学校3年次に中ノ町小学校へ転校したが中ノ町サッカースポーツ少年団の指導者でもあった担任教員に誘われてサッカーを始める。同少年団ではフォワードからゴールキーパーまで全てのポジションを経験した。小学校4年次には浜松市の選抜チームである浜松JFCにゴールキーパーとして選出され、以後重要な試合の際はゴールキーパーとして試合に出た。進学先の天竜中学校サッカー部以降はゴールキーパーに専念。中学生の頃は静岡県西部選抜にも選抜され少しずつゴールキーパーとしてプレーする面白さを感じたという。
中学校卒業後は磐田東高等学校に入学しサッカー部に入部。同級生のひとりに古橋達弥がいた。藤ヶ谷は後年インタビューにて、高校時代にゴールキーパーとしての基本や考え方を教えてもらったと語っている。

### プロ入り後
1999年、J2のコンサドーレ札幌に入団。サッカー部監督の伝手でJリーグクラブに練習参加し、そのうち唯一獲得のオファーがあったのが札幌であった。同年10月31日のJ2第33節（対戦相手: 川崎フロンターレ）にて74分に佐藤洋平が退場処分を受けた事に伴う途中交代でJリーグデビュー。その後しばらくは出場機会が多くはなかったもののU-18日本代表に選出されている。2003年からは佐藤に代わりレギュラーに定着した。
ユース代表としては、2000年のアジアユース、2001年のワールドユースともにU-19、U-20日本代表のレギュラーとして日本代表のゴールマウスを守った。
2005年にガンバ大阪に移籍した。背番号は22。当初はベンチに座る日々が続いたが、正GKだった松代直樹の故障もあって、この年のシーズン後半からレギュラーとなり、G大阪のリーグ初優勝に貢献した。その後も松代と熾烈なレギュラー争いを繰り広げたが、毎年コンスタントに20試合以上に出場した。
松代が引退した2010年からは背番号を1に変更。移籍後初のリーグ戦全試合フル出場を果たし、名実ともに正GKに定着した。G大阪の公式応援番組『GAMBA TV〜青と黒〜』の年末特別企画『GAMBA TV アウォーズ』では、選手とサポーターが選ぶ影のMVPに選出された。2011年も2年連続で公式戦全試合にフル出場した。
しかし、2012年は開幕から不安定なプレーを露呈。4月28日の鹿島アントラーズ戦では、遠藤康からのスルーパスをクリアできず空振りし、大迫勇也にゴールを許したミスを含めて5失点で大敗すると、5月6日の大宮アルディージャ戦からは木村敦志にレギュラーを奪われた。6月26日に木村が負傷離脱した後は再びレギュラーに戻るも、28試合出場で58失点を喫し、リーグ戦17試合以上に出場したGKの中で最低のセーブ率を記録するなどシーズン通して安定感の欠ける1年となり、チームも終始低迷。最終節のジュビロ磐田戦で敗れ、J2降格が決まった。
2013年は、公式戦全試合にスタメンフル出場しガンバのJ1復帰に貢献。シーズン終了後、契約満了に伴い9年間プレーしたガンバからの退団が発表された。
2014年、川口能活が抜けた地元のジュビロ磐田へ完全移籍。移籍後は開幕からスタメンを掴んだが、第8節の横浜FC戦からは八田直樹がスタメンとなり控えとなった。第16節ファジアーノ岡山FC戦では八田の負傷により後半開始から9試合ぶりに出場するものの、翌第17節の水戸ホーリーホック戦から再び控えに回り、結局最後まで出場機会は訪れなかった。
2015年、河田晃兵の移籍と木村敦志の引退により、新たに控えGKを探していた古巣のG大阪からオファーを受け、1月15日に2年ぶりとなる復帰が発表された。リーグ戦の出場は正ゴールキーパー東口順昭が負傷交代したことで投入された1試合のみで、他は東口が日本代表に招集されて不在だったナビスコカップ4試合とスルガ銀行CSに出場した。ただほとんどの試合にはベンチ入りしており、緊急時に出場した際も安定感あるプレーを見せた。
2017年11月29日、現役を引退することを発表した。2018年１月15日ガンバ大阪ジュニアユースコーチ就任を発表した。

## 人物
- 2009年6月14日、第一子の長男が誕生[7]。

## 個人成績
| 国内大会個人成績 | 国内大会個人成績 | 国内大会個人成績 | 国内大会個人成績 | 国内大会個人成績 | 国内大会個人成績 | 国内大会個人成績 | 国内大会個人成績 | 国内大会個人成績 | 国内大会個人成績 | 国内大会個人成績 | 国内大会個人成績 |
| 年度             | クラブ           | 背番号           | リーグ           | リーグ戦         | リーグ戦         | リーグ杯         | リーグ杯         | オープン杯       | オープン杯       | 期間通算         | 期間通算         |
| 年度             | クラブ           | 背番号           | リーグ           | 出場             | 得点             | 出場             | 得点             | 出場             | 得点             | 出場             | 得点             |
| 日本             | 日本             | 日本             | 日本             | リーグ戦         | リーグ戦         | リーグ杯         | リーグ杯         | 天皇杯           | 天皇杯           | 期間通算         | 期間通算         |
| ---------------- | ---------------- | ---------------- | ---------------- | ---------------- | ---------------- | ---------------- | ---------------- | ---------------- | ---------------- | ---------------- | ---------------- |
| 1999             | 札幌             | 21               | J2               | 2                | 0                | 0                | 0                | 0                | 0                | 2                | 0                |
| 2000             | 札幌             | 21               | J2               | 0                | 0                | 0                | 0                | 0                | 0                | 0                | 0                |
| 2001             | 札幌             | 21               | J1               | 1                | 0                | 0                | 0                | 1                | 0                | 2                | 0                |
| 2002             | 札幌             | 21               | J1               | 4                | 0                | 0                | 0                | 0                | 0                | 4                | 0                |
| 2003             | 札幌             | 21               | J2               | 37               | 0                | -                | -                | 3                | 0                | 40               | 0                |
| 2004             | 札幌             | 1                | J2               | 41               | 0                | -                | -                | 4                | 0                | 45               | 0                |
| 2005             | G大阪            | 22               | J1               | 16               | 0                | 4                | 0                | 2                | 0                | 22               | 0                |
| 2006             | G大阪            | 22               | J1               | 26               | 0                | 2                | 0                | 0                | 0                | 28               | 0                |
| 2007             | G大阪            | 22               | J1               | 28               | 0                | 7                | 0                | 4                | 0                | 39               | 0                |
| 2008             | G大阪            | 22               | J1               | 28               | 0                | 4                | 0                | 5                | 0                | 37               | 0                |
| 2009             | G大阪            | 22               | J1               | 22               | 0                | 2                | 0                | 4                | 0                | 28               | 0                |
| 2010             | G大阪            | 1                | J1               | 34               | 0                | 2                | 0                | 5                | 0                | 41               | 0                |
| 2011             | G大阪            | 1                | J1               | 34               | 0                | 2                | 0                | 2                | 0                | 38               | 0                |
| 2012             | G大阪            | 1                | J1               | 28               | 0                | 1                | 0                | 0                | 0                | 29               | 0                |
| 2013             | G大阪            | 1                | J2               | 42               | 0                | -                | -                | 2                | 0                | 44               | 0                |
| 2014             | 磐田             | 39               | J2               | 8                | 0                | -                | -                | 1                | 0                | 9                | 0                |
| 2015             | G大阪            | 18               | J1               | 1                | 0                | 4                | 0                | 0                | 0                | 5                | 0                |
| 2016             | G大阪            | 18               | J1               | 0                | 0                | 4                | 0                | 2                | 0                | 6                | 0                |
| 2017             | G大阪            | 18               | J1               | 1                | 0                | 4                | 0                | 1                | 0                | 6                | 0                |
| 通算             | 日本             | 日本             | J1               | 223              | 0                | 36               | 0                | 26               | 0                | 285              | 0                |
| 通算             | 日本             | 日本             | J2               | 130              | 0                | -                | -                | 10               | 0                | 140              | 0                |
| 総通算           | 総通算           | 総通算           | 総通算           | 353              | 0                | 36               | 0                | 36               | 0                | 425              | 0                |

その他の公式戦
| 2016   | G大23  | 18     | J3     | 4 | 0 | 4 | 0 |
| 通算   | 日本   | 日本   | J3     | 4 | 0 | 4 | 0 |
| 総通算 | 総通算 | 総通算 | 総通算 | 4 | 0 | 4 | 0 |

- 2006年
  - スーパーカップ 1試合0得点
- 2009年
  - スーパーカップ 1試合0得点
- 2010年
  - スーパーカップ 1試合0得点

| 国際大会個人成績 | 国際大会個人成績 | 国際大会個人成績 | 国際大会個人成績 | 国際大会個人成績 | FIFA      | FIFA      |
| 年度             | クラブ           | 背番号           | 出場             | 得点             | 出場      | 得点      |
| AFC              | AFC              | AFC              | ACL              | ACL              | クラブW杯 | クラブW杯 |
| ---------------- | ---------------- | ---------------- | ---------------- | ---------------- | --------- | --------- |
| 2006             | G大阪            | 22               | 6                | 0                | -         | -         |
| 2008             | G大阪            | 22               | 9                | 0                | 3         | 0         |
| 2009             | G大阪            | 22               | 2                | 0                | -         | -         |
| 2010             | G大阪            | 1                | 5                | 0                | -         | -         |
| 2011             | G大阪            | 1                | 7                | 0                | -         | -         |
| 2012             | G大阪            | 1                | 5                | 0                | -         | -         |
| 2015             | G大阪            | 18               | 0                | 0                | -         | -         |
| 2016             | G大阪            | 18               | 1                | 0                | -         | -         |
| 2017             | G大阪            | 18               | 0                | 0                | -         | -         |
| 通算             | AFC              | AFC              | 35               | 0                | 3         | 0         |

その他の国際公式戦
- 2006年
  - A3チャンピオンズカップ 2試合0得点
- 2008年
  - パンパシフィックチャンピオンシップ 2試合0得点
  - スルガ銀行チャンピオンシップ 1試合0得点
- 2015年
  - スルガ銀行チャンピオンシップ 1試合0得点
- Jリーグ初出場 - 1999年10月31日 J2 第33節 vs川崎フロンターレ（札幌厚別公園競技場）
- J1 100試合出場 - 2008年11月23日 J1 第32節 vs川崎フロンターレ（等々力陸上競技場）

## タイトル

### クラブ
コンサドーレ札幌
- Jリーグ ディビジョン2：1回（2000年）

ガンバ大阪
- Jリーグ ディビジョン1：1回（2005年）
- Jリーグ ディビジョン2：1回（2013年）
- ナビスコカップ：1回（2007年）
- 天皇杯：3回（2008年、2009年、2015年）
- ゼロックススーパーカップ：2回（2007年、2015年）
- AFCチャンピオンズリーグ：1回（2008年）
- パンパシフィックチャンピオンシップ：1回（2008年）

## 代表歴
- U-18日本代表
- U-19日本代表
- U-20日本代表
  - 2001年 - ワールドユース
- U-21日本代表
  - 2002年 - アジア大会